# Кега (приток Кореги)
Кега — река в России, протекает в Буйском районе Костромской области. Устье реки находится в 16 км по правому берегу реки Корега. Длина реки составляет 24 км, площадь водосборного бассейна 65,5 км².
Исток реки находится в заболоченных лесах близ точки, где сходятся Ярославская, Вологодская и Костромская область в 28 км к северо-западу от города Буй. Здесь проходит водораздел бассейнов Северной Двины и Волги, истоки Пешмы и её притоков находятся неподалёку. Река течёт на юго-восток, русло крайне извилистое. Крупнейший приток — Малая Кега (правый). Верхнее течение проходит по ненаселённому лесному массиву, в нижнем течении протекает деревни Логиново и Мешково и несколько нежилых. Впадает в Корегу в селе Воскресенье.

## Данные водного реестра
По данным государственного водного реестра России относится к Верхневолжскому бассейновому округу, водохозяйственный участок реки — Кострома от истока до водомерного поста у деревни Исады, речной подбассейн реки — Волга ниже Рыбинского водохранилища до впадения Оки. Речной бассейн реки — (Верхняя) Волга до Куйбышевского водохранилища (без бассейна Оки).
По данным геоинформационной системы водохозяйственного районирования территории РФ, подготовленной Федеральным агентством водных ресурсов:
- Код водного объекта в государственном водном реестре — 08010300112110000012458
- Код по гидрологической изученности (ГИ) — 110001245
- Код бассейна — 08.01.03.001
- Номер тома по ГИ — 10
- Выпуск по ГИ — 0